# Livide
Livide és una pel·lícula de terror i fantàstica francesa, dirigida per Alexandre Bustillo i Julien Maury, estrenada el 2011. És el seguiment de la pel·lícula de terror À l'intérieur.

## Argument
A la Bretanya, nit de Halloween. Lucie Clavel i dos amics decideixen per caprici robar la casa de Déborah Jessel, una professora de dansa clàssica, ara una enigmàtica centenària sumida en coma. Durant aquesta nit tràgica i fantàstica, Lucie desvetlla el misteri d'aquesta casa i el secret de Déborah Jessel.

## Repartiment
- Chloé Coulloud: Lucie Clavel
- Félix Moati: William
- Jérémy Kapone: Ben
- Catherine Jacob: Catherine Wilson
- Béatrice Dalle: mare de Lucie
- Chloé Marcq: Anna
- Marie-Claude Pietragalla: Déborah Jessel
- Loïc Berthezene: Pierre Clavel
- Joël Cudennec: André Marchal
- Sabine Londault: Maddy
- Serge Cabon: Sr Kerrien, el pare de William
- Nathalie Presles: la mare de Ben i William
- Adèle Fousse: Catherine Wilson quan era adolescent
- Roxanne Fillol Gonzalez: Ophélie
- Kallia Charon: ballarina 1
- June Ribière: ballarina 2 / Nen de Halloween (bruixa) / Nena en bicicleta
- Oriane Azam: ballarina 3
- Thomas Ribière: nen de Halloween (esquelet)
- Laure Latinier: Nena de Halloween (carbassa)

## Producció

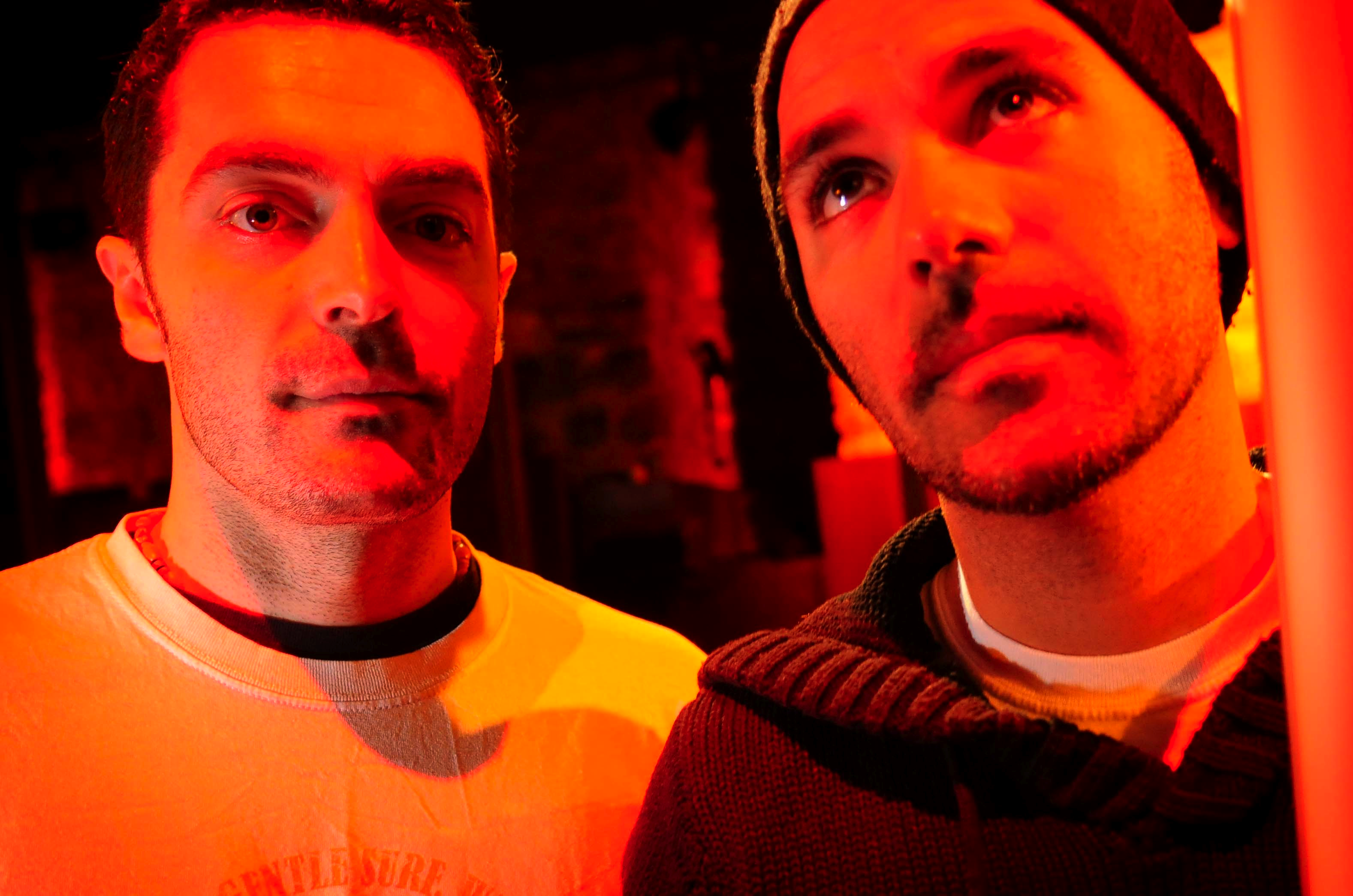
Julien Maury i Alexandre Bustillo

La pel·lícula va entrar en producció el 2009. Inicialment estava pensat per ser el debut en anglès de Bustillo i Maury i rodat al Regne Unit, però es van traslladar a una producció francesa de baix pressupost després de descobrir que estaven perdent el control de la creativitat sobre la seva història. Es va mostrar una promoció a l'American Film Market. La pel·lícula es va descriure com una pel·lícula de fantasia més que la seva pel·lícula anterior; "Si À l'intérieur estava pensat per jugar com un horror extret dels fets, llavors Livide juga com un horror extret d'un conte de fades, el tipus de Grimm amb tots els trossos sagnants que queden a dins."

## Estrena
Livide es va estrenar al Festival Internacional de Cinema de Toronto l'11 de setembre de 2011. El 12 d'octubre, la pel·lícula es va projectar al XLIV Festival Internacional de Cinema Fantàstic de Catalunya. Marc Thiébault va guanyar el premi al millor disseny de producció del festival pel seu treball a Livide. La pel·lícula es va estrenar a França el 7 de desembre de 2011. Es planejava un llançament als Estats Units amb Dimension Films adquirint els drets de la pel·lícula abans de la seva estrena al festival. a pel·lícula restaria inactiva a l'estudi durant més d'una dècada fins que Shudder va comprar els drets de la pel·lícula, estrenant-la per primera vegada als Estats Units l'1 de març de 2022.

## Recepció
Variety va comparar la pel·lícula amb la pel·lícula anterior del director À l'intérieur, afirmant que "la foto té moltes ganes de repassar a més, al final, no té gaire sentit." Screen Daily va donar una crítica positiva de la pel·lícula , comparant-lo amb els treballs de Guillermo del Toro i Dario Argento. The Hollywood Reporter va donar a la pel·lícula una crítica negativa, afirmant que no era "prou cruent ni estrany com per funcionar com una veritable tarifa de terror".
La revista de terror Fangoria va donar a la pel·lícula una crítica positiva de tres de cada quatre, afirmant que "els moments finals de la pel·lícula estan una mica estirats i el seu final és més ximple del que probablement es pretenia. És imperfecte, sí, però erò val la pena estimar-la; és probable que sigui apreciada i adorada al llarg del temps."